# 오야포크고기잡이쥐
오야포크고기잡이쥐(Neusticomys oyapocki)는 비단털쥐과에 속하는 설치류의 일종이다. 프랑스령 기아나와 브라질에서 발견된다.